# Lijst van Games with Gold-spellen
Dit is een lijst van spellen die gratis downloadbaar zijn geweest door middel van het Games with Gold programma van Xbox Live.
Sinds juli 2013, kunnen Xbox Live Gold leden, twee gratis spellen per maand downloaden voor op de Xbox 360. Bijna een jaar later, in juni 2014, werd dit programma ook beschikbaar gemaakt voor de Xbox One. De werking van het programma is alleen veranderd. Zo kan een speler op de Xbox One alleen het spel spelen, zolang er een lopend Xbox Live Gold abonnement is. Dit in tegenstelling tot de Xbox 360 waarbij, als het spel gedownload was tijdens het bezitten van een Gold-abonnement, het spel voor altijd van de speler was. Ook wanneer het Gold abonnement was afgelopen. Tijdens hun persconferentie op Gamescom 2015 kondigde Xbox aan dat, vanaf november 2015, alle Games with Gold spellen voor Xbox 360 achterwaarts compatibel worden op Xbox One.
Dit programma is de tegenhanger van Instant Game Collection van het PlayStation Network.

## Xbox 360
|     | Titel                                                  | Datum van toevoeging | Datum van verwijdering | Notities |
| --- | ------------------------------------------------------ | -------------------- | ---------------------- | --- |
| 1   | Fable III                                              | 10 juni 2013         | 1 juli 2013            | Was eerst niet bedoeld als onderdeel van de Games with Gold, maar werd later gratis aangeboden als opstap naar het programma In Japan vervangen door Joy Ride Turbo |
| 2   | Defense Grid: The Awakening                            | 1 juli 2013          | 15 juli 2013           | |
| 3   | Assassin's Creed II                                    | 16 juli 2013         | 31 juli 2013           | In Japan vervangen door Full House Poker |
| 4   | Crackdown                                              | 1 augustus 2013      | 15 augustus 2013       | In Duitsland en Japan vervangen door Shadowrun |
| 5   | Dead Rising 2                                          | 16 augustus 2013     | 31 augustus 2013       | Bevat ook Dead Rising 2: Case Zero In Duitsland vervangen door Lost Planet 2, in Japan en de VAE vervangen door Biohazard Code: Veronica                            |
| 6   | Magic: The Gathering – Duels of the Planeswalkers 2013 | 1 september 2013     | 15 september 2013      | |
| 7   | Tom Clancy's Rainbow Six: Vegas                        | 16 september 2013    | 30 september 2013      | In Zuid-Afrika vervangen door Banjo-Kazooie: Nuts & Bolts |
| 8   | Might & Magic: Clash of Heroes                         | 1 oktober 2013       | 15 oktober 2013        | In Brazilië en Japan vervangen door Insanely Twisted Shadow Planet                                                                                                  |
| 9   | Halo 3                                                 | 16 oktober 2013      | 31 oktober 2013        | |
| 10  | A World of Keflings                                    | 1 november 2013      | 15 november 2013       | |
| 11  | Iron Brigade                                           | 16 november 2013     | 30 november 2013       | |
| 12  | Gears of War                                           | 1 december 2013      | 15 december 2013       | In Duitsland en Japan vervangen door Halo Wars |
| 13  | Shoot Many Robots                                      | 16 december 2013     | 31 december 2013       | |
| 14  | Sleeping Dogs                                          | 1 januari 2014       | 15 januari 2014        | In Japan vervangen door Just Cause 2 |
| 15  | Lara Croft and the Guardian of Light                   | 16 januari 2014      | 31 januari 2014        | In Brazilië vervangen door Tomb Raider: Underworld |
| 16  | Dead Island                                            | 1 februari 2014      | 15 februari 2014       | In Duitsland vervangen door Metro 2033 en in Japan door Sacred Citadel                                                                                              |
| 17  | Toy Soldiers: Cold War                                 | 16 februari 2014     | 28 februari 2014       | |
| 18  | Sid Meier’s Civilization Revolution                    | 1 maart 2014         | 15 maart 2014          | In Japan vervangen door Banjo-Kazooie: Nuts & Bolts |
| 19  | Dungeon Defenders                                      | 16 maart 2014        | 31 maart 2014          | In Brazilië vervangen door Banjo-Tooie en in Japan door Bangai-O HD: Missile Fury                                                                                   |
| 20  | Hitman: Absolution                                     | 1 april 2014         | 15 april 2014          | In Japan vervangen door Quantum Conundrum |
| 21  | Deadlight                                              | 16 april 2014        | 30 april 2014          | |
| 22  | Dust: An Elysian Tail                                  | 1 mei 2014           | 15 mei 2014            | In Argentinië vervangen door The Dishwasher: Vampire Smile |
| 23  | Saints Row: The Third                                  | 16 mei 2014          | 31 mei 2014            | In Japan vervangen door Viva Piñata |
| 24  | Dark Souls                                             | 1 juni 2014          | 15 juni 2014           | In Japan vervangen door Kameo: Elements of Power |
| 25  | Charlie Murder                                         | 16 juni 2014         | 30 juni 2014           | |
| 26  | Super Street Fighter IV: Arcade Edition                | 16 juni 2014         | 30 juni 2014           | Ter ere van het 1-jarig bestaan van GwG is dit een extra download                                                                                                   |
| 27  | Gotham City Impostors                                  | 1 juli 2014          | 15 juli 2014           | In Brazilië, Singapore en Japan vervangen door Perfect Dark Zero |
| 28  | BattleBlock Theater                                    | 16 juli 2014         | 31 juli 2014           | |
| 29  | Motocross Madness                                      | 1 augustus 2014      | 15 augustus 2014       | |
| 30  | Dishonored                                             | 16 augustus 2014     | 31 augustus 2014       | In Turkije en Japan vervangen door Orcs Must Die! |
| 31  | Monaco: What's Yours Is Mine                           | 1 september 2014     | 15 september 2014      | In Zuid-Afrika vervangen door Orcs Must Die!, in Brazilië vervangen door Kameo: Elements of Power en in Japan vervangen door Castlevania: Harmony of Despair        |
| 32  | Halo: Reach                                            | 16 september 2014    | 30 september 2014      | Mensen in Japan ontvangen tevens Hard Corps: Uprising |
| 33  | Battlefield: Bad Company 2                             | 1 oktober 2014       | 15 oktober 2014        | |
| 34  | Darksiders II                                          | 16 oktober 2014      | 31 oktober 2014        | In Japan vervangen door The Maw |
| 35  | Viva Piñata: Trouble in Paradise                       | 1 november 2014      | 15 november 2014       | |
| 36  | Red Faction: Guerrilla                                 | 16 november 2014     | 30 november 2014       | |
| 37  | The Raven: Legacy of a Master Thief                    | 1 december 2014      | 15 december 2014       | In Australië, Nieuw-Zeeland en Japan vervangen door 'Splosion Man                                                                                                   |
| 38  | SSX                                                    | 16 december 2014     | 31 december 2014       | |
| 39  | MX vs. ATV Alive                                       | 1 januari 2015       | 15 januari 2015        | In Japan vervangen door Jetpac Refuelled |
| 40  | The Witcher 2: Assassins of Kings                      | 16 januari 2015      | 31 januari 2015        | In Japan vervangen door Comic Jumper: The Adventures of Captain Smiley                                                                                              |
| 41  | Brothers - A Tale of Two Sons                          | 1 februari 2015      | 15 februari 2015       | |
| 42  | Sniper Elite V2                                        | 16 februari 2015     | 28 februari 2015       | |
| 43  | Tomb Raider                                            | 1 maart 2015         | 15 maart 2015          | In Japan vervangen door The Dishwasher: Vampire Smile |
| 44  | BioShock Infinite                                      | 16 maart 2015        | 31 maart 2015          | In Slovenië vervangen door Banjo-Kazooie en in Saoedi-Arabië en de Verenigde Arabische Emiraten vervangen door Perfect Dark Zero                                    |
| 45  | Gears of War: Judgment                                 | 1 april 2015         | 15 april 2015          | In Japan vervangen door Halo Wars |
| 46  | Terraria                                               | 1 april 2015         | 15 april 2015          | Niet beschikbaar in Japan |
| 47  | Assassin's Creed IV: Black Flag                        | 16 april 2015        | 30 april 2015          | Niet beschikbaar in Japan |
| 48  | Army of Two: The Devil's Cartel                        | 16 april 2015        | 30 april 2015          | |
| 49  | Mafia II                                               | 1 mei 2015           | 15 mei 2015            | In Japan vervangen door Mutant Storm Empire |
| 50  | F1 2013                                                | 16 mei 2015          | 31 mei 2015            | |
| 51  | Just Cause 2                                           | 1 juni 2015          | 15 juni 2015           | |
| 52  | Thief                                                  | 16 juni 2015         | 30 juni 2015           | In Japan vervangen door Hexic 2 |
| 53  | Plants vs. Zombies                                     | 1 juli 2015          | 15 juli 2015           | In Zuid-Afrika vervangen door Zuma's Revenge |
| 54  | Gears of War 3                                         | 16 juli 2015         | 31 juli 2015           | In Japan vervangen door Shadowrun |
| 55  | Metro 2033                                             | 1 augustus 2015      | 15 augustus 2015       | |
| 56  | Metro: Last Light                                      | 16 augustus 2015     | 31 augustus 2015       | In Japan vervangen door Perfect Dark Zero |
| 57  | Battlestations: Pacific                                | 1 september 2015     | 15 september 2015      | In Japan vervangen door Full House Poker |
| 58  | Crysis 3                                               | 16 september 2015    | 30 september 2015      | |
| 59  | Metal Gear Solid V: Ground Zeroes                      | 1 oktober 2015       | 15 oktober 2015        | |
| 60  | The Walking Dead: The Complete First Season            | 16 oktober 2015      | 31 oktober 2015        | In Japan vervangen door Splosion Man |
| 61  | DiRT 3                                                 | 1 november 2015      | 15 november 2015       | |
| 62  | Dungeon Siege III                                      | 16 november 2015     | 30 november 2015       | In Brazilië en Korea vervangen door Joy Ride Turbo |
| 63  | CastleStorm                                            | 1 december 2015      | 15 december 2015       | |
| 64  | Sacred 3                                               | 16 december 2015     | 31 december 2015       | |
| 65  | Operation Flashpoint: Dragon Rising                    | 16 december 2015     | 31 december 2015       | |
| 66  | DiRT Showdown                                          | 1 januari 2016       | 15 januari 2016        | |
| 67  | Deus Ex: Human Revolution                              | 16 januari 2016      | 31 januari 2016        | In Japan vervangen door Joy Ride Turbo |
| 68  | Sacred Citadel                                         | 1 februari 2016      | 15 februari 2016       | |
| 69  | Gears of War 2                                         | 16 februari 2016     | 29 februari 2016       | In Duitsland vervangen door Banjo-Kazooie: Nuts & Bolts |
| 70  | Supreme Commander 2                                    | 1 maart 2016         | 15 maart 2016          | |
| 71  | Borderlands                                            | 16 maart 2016        | 31 maart 2016          | |
| 72  | Dead Space                                             | 1 april 2016         | 15 april 2016          | |
| 73  | Saints Row IV                                          | 16 april 2016        | 30 april 2016          | |
| 74  | GRID 2                                                 | 1 mei 2016           | 15 mei 2016            | |
| 75  | Peggle                                                 | 16 mei 2016          | 31 mei 2016            | |
| 76  | Super Meat Boy                                         | 1 juni 2016          | 15 juni 2016           | |
| 77  | XCOM Enemy Unknown                                     | 16 juni 2016         | 30 juni 2016           | In Japan vervangen door The Maw |
| 78  | Tom Clancy's Rainbow Six: Vegas 2                      | 1 juli 2016          | 15 juli 2016           | |
| 79  | Tron: Evolution                                        | 16 juli 2016         | 31 juli 2016           | |
| 80  | Spelunky                                               | 1 augustus 2016      | 15 augustus 2016       | |
| 81  | Beyond Good & Evil HD                                  | 16 augustus 2016     | 31 augustus 2016       | In Zuid-Korea vervangen door Viva Piñata |
| 82  | Forza Horizon                                          | 1 september 2016     | 15 september 2016      | |
| 83  | Mirror's Edge                                          | 16 september 2016    | 30 september 2016      | In Zuid-Afrika vervangen door 'Splosion Man |
| 84  | MX vs ATV Reflex                                       | 1 oktober 2016       | 15 oktober 2016        | In Zuid-Korea en Japan vervangen door Viva Piñata: Trouble in Paradise                                                                                              |
| 85  | I Am Alive                                             | 15 oktober 2016      | 31 oktober 2016        | In Zuid-Korea en Japan vervangen door Jetpac Refuelled |
| 86  | The Secret of Monkey Island                            | 1 november 2016      | 15 november 2016       | In Zuid-Korea en Japan vervangen door Comic Jumper |
| 87  | Far Cry 3: Blood Dragon                                | 16 november 2016     | 30 november 2016       | In Zuid-Korea en Japan vervangen door Toy Soldiers |
| 88  | Outland                                                | 1 december 2016      | 15 december 2016       | |
| 89  | Burnout Paradise                                       | 16 december 2016     | 31 december 2016       | In Japan vervangen door Viva Piñata |
| 90  | The Cave                                               | 1 januari 2017       | 15 januari 2017        | In Japan vervangen door Hexic 2 |
| 91  | Rayman Origins                                         | 16 januari 2017      | 31 januari 2017        | In Japan vervangen door Ms. Splosion Man |
| 92  | Monkey Island 2: LeChuck's Revenge                     | 1 februari 2017      | 15 februari 2017       | |
| 93  | Star Wars: The Force Unleashed                         | 16 februari 2017     | 28 februari 2017       | |
| 94  | Borderlands 2                                          | 1 maart 2017         | 15 maart 2017          | |
| 95  | Heavy Weapon                                           | 16 maart 2017        | 31 maart 2017          | |
| 96  | Darksiders                                             | 1 april 2017         | 15 april 2017          | |
| 97  | Assassin's Creed: Revelations                          | 16 april 2017        | 30 april 2017          | |
| 98  | Star Wars: The Force Unleashed II                      | 1 mei 2017           | 15 mei 2017            | In Japan vervangen door Perfect Dark Zero |
| 99  | LEGO Star Wars: The Complete Saga                      | 16 mei 2017          | 31 mei 2017            | In Japan vervangen door Hardwood Backgammon |
| 100 | Assassin's Creed III                                   | 1 juni 2017          | 15 juni 2017           | In Japan vervangen door Hardwood Hearts |
| 101 | Dragon Age: Origins                                    | 16 juni 2017         | 30 juni 2017           | In Japan, Rusland en Polen vervangen door Battleblock Theater |
| 102 | Kane & Lynch 2: Dog Days                               | 1 juli 2017          | 15 juli 2017           | |
| 103 | LEGO Pirates of the Caribbean: The Video Game          | 16 juli 2017         | 31 juli 2017           | |
| 104 | Bayonetta                                              | 1 augustus 2017      | 15 augustus 2017       | |
| 105 | Red Faction: Armageddon                                | 16 augustus 2017     | 31 augustus 2017       | In Japan vervangen door Banjo-Kazooie |
| 106 | Hydro Thunder Hurricane                                | 1 september 2017     | 15 september 2017      | |
| 107 | Battlefield 3                                          | 16 september 2017    | 30 september 2017      | |
| 108 | Rayman 3 HD                                            | 1 oktober 2017       | 15 oktober 2017        | In Japan vervangen door 'Splosion Man |
| 109 | Medal of Honor: Airborne                               | 16 oktober 2017      | 31 oktober 2017        | |
| 110 | NiGHTS into Dreams                                     | 1 november 2017      | 15 november 2017       | In Zuid-Korea vervangen door Lumines Live! |
| 111 | Deadfall Adventures                                    | 16 november 2017     | 30 november 2017       | In Zuid-Korea vervangen door Hardwood Backgammon |
| 112 | Child of Eden                                          | 1 december 2017      | 15 december 2017       | In Japan vervangen door LUMINES LIVE! |
| 113 | Marlow Briggs and the Mask of Death                    | 16 december 2017     | 31 december 2017       | |
| 114 | Tomb Raider Underworld                                 | 1 januari 2018       | 15 januari 2018        | In Japan vervangen door The Maw |
| 115 | Army of Two                                            | 16 januari 2018      | 31 januari 2018        | In Duitsland vervangen door A Kingdom for Keflings |
| 116 | Split/Second                                           | 1 februari 2018      | 15 februari 2018       | |
| 117 | Crazy Taxi                                             | 16 februari 2018     | 28 februari 2018       | |
| 118 | Brave: The Video Game                                  | 1 maart 2018         | 15 maart 2018          | In Japan en Zuid-Korea vervangen door Battleblock Theater |
| 119 | Quantum Conundrum                                      | 16 maart 2018        | 31 maart 2018          | |
| 120 | Cars 2: The Video Game                                 | 1 april 2018         | 15 april 2018          | In Japan en Zuid-Korea vervangen door Battleblock Theater |
| 121 | Dead Space 2                                           | 16 april 2018        | 30 april 2018          | In Japan vervangen door Lumines Live! |
| 122 | Sega Vintage Collection: Streets of Rage               | 1 mei 2018           | 15 mei 2018            | In Zuid-Korea vervangen door Battleblock Theater |
| 123 | Vanquish                                               | 16 mei 2018          | 31 mei 2018            | In Zuid-Korea vervangen door Ilomilo |
| 124 | Sonic & All-Stars Racing Transformed                   | 1 juni 2018          | 15 juni 2018           | In Japan vervangen door Lumines Live! |
| 125 | LEGO Indiana Jones 2: The Adventure Continues          | 16 juni 2018         | 30 juni 2018           | In Japan, Zuid-Korea, Singapore, en India vervangen door 'Splosion Man                                                                                              |
| 126 | Virtua Fighter 5: Final Showdown                       | 1 juli 2018          | 15 juli 2018           | In Argentinië, Israël, Saoedi-Arabië, Slowakije, Zuid-Korea, Turkije en de Verenigde Arabische Emiraten vervangen door Ms. Splosion Man                             |
| 127 | Tom Clancy's Splinter Cell: Conviction                 | 16 juli 2018         | 31 juli 2018           | In Japan vervangen door Joy Ride Turbo |
| 128 | Dead Space 3                                           | 1 augustus 2018      | 15 augustus 2018       | In Japan vervangen door 'Ms. Splosion Man. |
| 129 | Epic Mickey 2: The Power of Two                        | 16 augustus 2018     | 31 augustus 2018       | In Japan en Zuid-Korea vervangen door Insanely Twisted Shadow Planet                                                                                                |

## Xbox One
|    | Titel                                          | Datum van toevoeging | Datum van verwijdering | Notities |
| -- | ---------------------------------------------- | -------------------- | ---------------------- | --- |
| 1  | Halo: Spartan Assault                          | 3 juni 2014          | 31 juli 2014           | |
| 2  | Max: The Curse of Brotherhood                  | 3 juni 2014          | 31 juli 2014           | |
| 3  | Guacamelee! Super Turbo Championship Edition   | 2 juli 2014          | 31 juli 2014           | |
| 4  | Strike Suit Zero: Director's Cut               | 1 augustus 2014      | 31 augustus 2014       | |
| 5  | Crimson Dragon                                 | 1 augustus 2014      | 31 oktober 2014        | |
| 6  | Super Time Force                               | 1 september 2014     | 30 september 2014      | |
| 7  | Chariot                                        | 1 oktober 2014       | 30 november 2014       | |
| 8  | Völgarr the Viking                             | 1 november 2014      | 31 december 2014       | In Duitsland, Rusland, Korea, Japan, Taiwan, Australië, Nieuw-Zeeland en Brazilië vervangen door de volledige versie van Powerstar Golf     |
| 9  | Worms Battlegrounds                            | 1 december 2014      | 28 februari 2015       | In Japan en Rusland vervangen door Max: The Curse of Brotherhood                                                                            |
| 10 | D4: Dark Dreams Don't Die                      | 1 januari 2015       | 30 januari 2015        | |
| 11 | #IDARB                                         | 30 januari 2015      | 31 maart 2015          | |
| 12 | Rayman Legends                                 | 1 maart 2015         | 30 april 2015          | In Japan vervangen door Max: The Curse of Brotherhood                                                                                       |
| 13 | Child of Light                                 | 1 april 2015         | 30 april 2015          | |
| 14 | Pool Nation FX                                 | 1 april 2015         | 30 juni 2015           | Niet beschikbaar in Japan |
| 15 | CastleStorm: Definitive Edition                | 1 mei 2015           | 31 mei 2015            | In Japan vervangen door Max: The Curse of Brotherhood                                                                                       |
| 16 | Massive Chalice                                | 1 juni 2015          | 30 juni 2015           | |
| 17 | Assassin's Creed IV: Black Flag                | 1 juli 2015          | 31 juli 2015           | In Japan vervangen door Halo: Spartan Assault                                                                                               |
| 18 | So Many Me                                     | 16 juli 2015         | 15 augustus 2015       | |
| 19 | Metal Gear Solid V: Ground Zeroes              | 1 augustus 2015      | 31 augustus 2015       | |
| 20 | How to Survive: Storm Warning Edition          | 16 augustus 2015     | 15 september 2015      | |
| 21 | The Deer God                                   | 1 september 2015     | 30 september 2015      | |
| 22 | Tomb Raider: Definitive Edition                | 16 september 2015    | 15 oktober 2015        | In Japan vervangen door Max: The Curse of Brotherhood                                                                                       |
| 23 | Valiant Hearts: The Great War                  | 1 oktober 2015       | 31 oktober 2015        | |
| 24 | The Walking Dead: The Complete First Season    | 16 oktober 2015      | 15 november 2015       | Bevat The Walking Dead: 400 Days. In japan vervangen door LocoCycle.                                                                        |
| 25 | Pneuma: Breath of Life                         | 1 november 2015      | 30 november 2015       | |
| 26 | Knight Squad                                   | 16 november 2015     | 15 december 2015       | |
| 27 | The Incredible Adventures of Van Helsing       | 1 december 2015      | 31 december 2015       | |
| 28 | Thief                                          | 16 december 2015     | 15 januari 2016        | In Japan vervangen door Max: The Curse of Brotherhood                                                                                       |
| 29 | Killer Instinct                                | 1 januari 2016       | 31 januari 2016        | Bevat Killer Instinct Classic |
| 30 | ZHEROS                                         | 16 januari 2016      | 15 februari 2016       | |
| 31 | Hand of Fate                                   | 1 februari 2016      | 29 februari 2016       | |
| 32 | Styx: Master of Shadows                        | 16 februari 2016     | 15 maart 2016          | |
| 33 | Sherlock Holmes: Crimes & Punishments          | 1 maart 2016         | 31 maart 2016          | |
| 34 | Lords of the Fallen                            | 16 maart 2016        | 15 april 2016          | |
| 35 | The Wolf Among Us                              | 1 april 2016         | 30 april 2016          | |
| 36 | Sunset Overdrive                               | 16 april 2016        | 15 mei 2016            | |
| 37 | Defense Grid 2                                 | 1 mei 2016           | 31 mei 2016            | In Japan vervangen door Kalimba |
| 38 | Costume Quest 2                                | 16 mei 2016          | 15 juni 2016           | In Japan, Zuid-Afrika en Singapore vervangen door SlashDash                                                                                 |
| 39 | Goat Simulator                                 | 1 juni 2016          | 30 juni 2016           | |
| 40 | The Crew                                       | 16 juni 2016         | 15 juli 2016           | |
| 41 | The Banner Saga 2                              | 1 juli 2016          | 31 juli 2016           | In Japan vervangen door Max: The Curse of Brotherhood                                                                                       |
| 42 | Tumblestone                                    | 16 juli 2016         | 15 augustus 2016       | |
| 43 | Warriors Orochi 3 Ultimate                     | 1 augustus 2016      | 31 augustus 2016       | |
| 44 | WWE 2K16                                       | 16 augustus 2016     | 15 september 2016      | In Japan vervangen door The Banner Saga 2                                                                                                   |
| 45 | Earthlock: Festival of Magic                   | 1 september 2016     | 30 september 2016      | |
| 46 | Assassin's Creed Chronicles: China             | 16 september 2016    | 15 oktober 2016        | |
| 47 | Super Mega Baseball: Extra Innings             | 1 oktober 2016       | 31 oktober 2016        | |
| 48 | The Escapists                                  | 16 oktober 2016      | 15 november 2016       | |
| 49 | Super Dungeon Bros                             | 1 november 2016      | 30 november 2016       | |
| 50 | Murdered: Soul Suspect                         | 16 november 2016     | 15 december 2016       | |
| 51 | Sleeping Dogs: Definitive Edition              | 1 december 2016      | 31 december 2016       | |
| 52 | Outlast                                        | 16 december 2016     | 15 januari 2017        | |
| 53 | World of Van Helsing: Deathtrap                | 1 januari 2017       | 31 januari 2017        | |
| 54 | Killer Instinct Season 2                       | 15 oktober 2017      | 31 oktober 2017        | Bevat Killer Instinct Classic 2 |
| 55 | Lovers in a Dangerous Spacetime                | 1 februari 2017      | 28 februari 2017       | |
| 56 | Project CARS                                   | 16 februari 2017     | 15 maart 2017          | |
| 57 | Layers of Fear                                 | 1 maart 2017         | 31 maart 2017          | |
| 58 | Evolve: Ultimate Edition                       | 16 maart 2017        | 15 april 2017          | |
| 59 | Ryse: Son of Rome                              | 1 april 2017         | 30 april 2017          | |
| 60 | The Walking Dead: Season Two                   | 16 april 2017        | 15 mei 2017            | In Japan vervangen door Max: The Curse of Brotherhood en in Zuid-Korea door The Banner Saga 2                                               |
| 61 | Giana Sisters: Twisted Dreams – Director's Cut | 1 mei 2017           | 31 mei 2017            | |
| 62 | Lara Croft and the Temple of Osiris            | 16 mei 2017          | 15 juni 2017           | |
| 63 | SpeedRunners                                   | 1 juni 2017          | 31 juni 2017           | In deze periode is het tevens mogelijk om gratis de DLC voor Phantom Dust te downloaden, een originele Xbox titel remastered naar Xbox One. |
| 64 | Watch Dogs                                     | 16 juni 2017         | 15 juli 2017           | In Japan vervangen door Zoo Tycoon |
| 65 | Grow Up                                        | 1 juli 2017          | 31 juli 2017           | |
| 66 | Runbow                                         | 16 juli 2017         | 15 augustus 2017       | |
| 67 | Slime Rancher                                  | 1 augustus 2017      | 31 augustus 2017       | In Zuid-Korea vervangen door Cobalt |
| 68 | Trials Fusion                                  | 16 augustus 2017     | 15 september 2017      | |
| 69 | Forza Motorsport 5                             | 1 september 2017     | 30 september 2017      | |
| 70 | Oxenfree                                       | 16 september 2017    | 15 oktober 2017        | In Japan vervangen door Powerstar Golf en in India en Hong Kong door LocoCycle                                                              |
| 71 | Gone Home: Console Edition                     | 1 oktober 2017       | 31 oktober 2017        | In Japan vervangen door Slime Rancher en in Taiwan door Kalimba                                                                             |
| 72 | The Turing Test                                | 16 oktober 2017      | 15 november 2017       | |
| 73 | Trackmania Turbo                               | 1 november 2017      | 30 november 2017       | |
| 74 | Tales from the Borderlands                     | 16 november 2017     | 15 december 2017       | In Japan en Zuid-Korea vervangen door Kalimba                                                                                               |
| 75 | Warhammer: End Times – Vermintide              | 1 december 2017      | 31 december 2017       | In Japan vervangen door Cobalt |
| 76 | Back to the Future: The Game                   | 16 december 2017     | 15 januari 2018        | In Japan en Zuid-Korea vervangen door Magic 2015: Duels of the Planeswalkers                                                                |
| 77 | The Incredible Adventures of Van Helsing III   | 1 januari 2018       | 31 januari 2018        | In Zuid-Korea vervangen door Kalimba |
| 78 | Zombi                                          | 16 januari 2018      | 15 februari 2018       | In Zuid-Korea vervangen door Powerstar Golf                                                                                                 |
| 79 | Shadow Warrior                                 | 1 februari 2018      | 28 februari 2018       | In Zuid-Korea vervangen door Cobalt en in Japan door Kalimba                                                                                |
| 80 | Assassin's Creed Chronicles: India             | 16 februari 2018     | 15 maart 2018          | |
| 81 | Trials of the Blood Dragon                     | 1 maart 2018         | 31 maart 2018          | |
| 82 | Superhot                                       | 16 maart 2018        | 15 april 2018          | |
| 83 | The Witness                                    | 1 april 2018         | 30 april 2018          | |
| 84 | Assassin's Creed: Syndicate                    | 16 april 2018        | 15 mei 2018            | |
| 85 | Super Mega Baseball 2                          | 1 mei 2018           | 31 mei 2018            | |
| 86 | Metal Gear Solid V: The Phantom Pain           | 16 mei 2018          | 15 juni 2018           | In Zuid-Korea vervangen voor Kalimba. |
| 87 | Assassin's Creed Chronicles: Russia            | 1 juni 2018          | 30 juni 2018           | |
| 88 | Smite                                          | 16 juni 2018         | 15 juli 2018           | Een gold bundel met daarin personages en skins voor het free-to-play spel Smite. In Japan, Zuid-Korea en Taiwan vervangen door Kalimba.     |
| 89 | Assault Android Cactus                         | 1 juli 2018          | 31 juli 2018           | |
| 90 | Death Squared                                  | 16 juli 2018         | 15 augustus 2018       | In Japan en Zuid-Korea vervangen door Kalimba.                                                                                              |
| 91 | Forza Horizon 2                                | 1 augustus 2018      | 31 augustus 2018       | Bevat ook de downloadbare inhoud 10th anniversary car pack                                                                                  |
| 92 | For Honor                                      | 16 augustus 2018     | 15 september 2018      | |